# Schonenvaardersbolwerk
Het Schonenvaardersbolwerk, ook wel aangeduid als bolwerk der Schoonse Vaerdern of Scoenverderenbolwerck, was een 16e-eeuws vooruitgeschoven bolwerk aan de rivier de Maas in de Nederlandse vestingstad Maastricht. Het bolwerk was het meest noordelijke onderdeel van de tweede middeleeuwse stadsmuur. Eind 16e eeuw werd het opgenomen in het Biesenbastion, vanaf de 19e eeuw aangeduid als Sint-Antoniebastion of Bastion Destombe. Het vestingwerk is vanaf 1867 grotendeels gesloopt. De deels onder de kade en in kademuren bewaard gebleven restanten vormen een gemeentelijk monument.

## Naamgeving
De noordelijke waltoren aan de Maas was aanvankelijk, zoals de meeste vestingwerken, naamloos. De toren werd aangeduid als Biesen-, Nieuwe of Mariatoren. In 1525 werd het Maastrichtse ambacht der "Scoense Verderen" (schippers die op Schonen voeren, ofwel Ommelandvaarders) opgeheven. Het ambacht liet zijn bezittingen na aan de stad onder beding dat het geld werd aangewend voor de bouw van een toren op de westelijke Maasoever in het noordelijk puntje van de vesting. De nieuwe toren, eigenlijk een bolwerk, kreeg de naam Schonenvaardersbolwerk. Nadat een halve eeuw later de toren was opgenomen in een bastion, werd daarna gesproken van Biesenbastion (naar de nabije commanderij Nieuwen Biesen), Sint-Antoniebastion (naar het tegenoverliggende Sint-Antoniuseiland) of Bastion Destombe (naar gouverneur Des Tombe, die er in 1845 begraven werd).

## Geschiedenis
|                                                                         |  |  |
| Links: Biesen- of Mariatoren, ca. 1500 Rechts: opgraving waltoren, 1955 |  |  |

### Bouw tweede middeleeuwse stadsmuur
Nadat de eerste middeleeuwse stadsmuur uit het tweede kwart van de dertiende eeuw al na enkele decennia te krap bleek, besloot men vanaf circa 1294 de langs de uitvalswegen ontstane voorsteden binnen een nieuw te bouwen enceinte (stadsomsluiting) te brengen. De nieuwe omsluiting werd in 1380 in gebruik genomen, hoewel er nog tot circa 1500 aan gebouwd werd. De tweede stadsmuur op de linker Maasoever had een lengte van 4,4 km, inclusief ca. 900 m van de eerste muur, voornamelijk langs de Maas. De hoogte varieerde van 6 tot 9 m. Er kwamen vijf nieuwe land- of veldpoorten en twee waterpoorten. Daarnaast bleven de bestaande Maaspoorten in functie, en tot aan het einde van de 15e eeuw ook de Helpoort.

De noordelijke Boschpoort verving de 13e-eeuwse Gevangenpoort en Leugenpoort, beide op de Markt gelegen, die daarna een andere functie kregen. De noordoostelijke hoektoren heette Mariatoren. Wanneer deze gebouwd, is niet bekend. In de raadsverdragen van 1399-1400 wordt de omgeving aangeduid als "te Biesen an den thoren". Tussen 1470 en 1480 is deze toren verhoogd en voorzien van een dak, volgens de aantekeningen van Matthaeus Herbenus. Ter plekke bevond zich tevens een kleine poterne aan de Maas, de Biesenpoort, die op last van de magistraat in 1386, 1482 en 1539 moest worden dichtgemetseld.

### Bouw Schonenvaardersbolwerk
In 1525 werd met de verkoop van de goederen van het opgeheven ambacht der "Scoense Verderen" (Ommelandvaarders) een nieuwe verdedigingstoren opgericht, iets ten noorden van de Mariatoren. Doordat het kapittel van Sint-Servaas de aanvoer van mergel uit haar groeven te Zichen dwarsboomde, vlotte de bouw niet erg. De toren kwam waarschijnlijk pas na 1528 gereed. Het was daarmee het laatste van een groep bolwerken, waarmee Maastricht sinds 1480 was versterkt en waartoe de nog bestaande rondelen Haet ende Nijt en De Vijf Koppen behoren. Het bolwerk had een hoogte van 8 m en een doorsnede van 15,5 m. De muren van Zichener mergelsteen waren 3 m dik met een 20 tot 30 cm dikke bekleding van Naamse steen. De noordelijke binnenwand van de toren was eveneens versterkt met Naamse steen.

### Bouw Biesenbastion en buitenwerken
Maastricht werd hard getroffen door de Spaanse Furie van 1576. Hoewel de Spaanse troepen na de Pacificatie van Gent gedeeltelijk werden teruggetrokken, probeerde de stad tussen 1577 en 1579 koortsachtig de vesting op orde te krijgen. In 1578 werd begonnen met de bouw van het Biesenbastion op de noordoosthoek van de tweede ommuring aan de Maas. Om het werk te bespoedigen bepaalde de raad op 2 september 1578 dat ook de geestelijkheid 30 tot 40 mannen moest leveren om te helpen bij het grondwerk. Metselaars mochten in deze periode geen ander werk aannemen. Het Schonenvaardersbolwerk werd verlaagd en als saillant opgenomen in het nieuwe bastion. Dat de toren toch nog zeer herkenbaar bleef blijkt uit een krijttekening van Pieter Stevens uit circa 1600.
In de 17e en 18e eeuw dijden de buitenwerken van de vesting steeds verder uit, waardoor het Biesenbastion vanaf de veldzijde steeds meer aan het oog onttrokken werd. Direct ten noorden van de hoofdwal bij het Biesenbastion lag de zogenaamde Lunet aan de Maas en het Biesenhoornwerk uit 1640, in 1755 hersteld en uitgebreid en begin 19e eeuw vervangen door Bastion D, onderdeel van de Nieuwe Bossche Fronten. Verder naar het noorden lag de lunet Le Roy uit 1674-75, met bijbehorende couvre-face. Na het beleg van 1748 moesten zowel het Biesenbastion als de zwaar beschadigde buitenwerken in dit gebied deels worden herbouwd. Bij het beleg van 1794 kreeg het noordelijk stadsdeel het opnieuw zwaar te verduren.

### Ontmanteling vesting en sloop Biesenbastion
Na de opheffing van de vestingstatus in 1867 werd de vesting Maastricht in opdracht van het Ministerie van Oorlog ontmanteld, waarna de gronden werden overgedragen aan de Dienst der Registratie en Domeinen voor verdere sloop en herbestemming. De nog functionerende stadspoorten, die onder de zeggenschap van het gemeentebestuur vielen, werden tussen 1867 en 1870 als eerste gesloopt; de Boschpoort in 1870. De afbraak van de stadsmuren zou nog tot de jaren 1930 doorgaan. Door toedoen van Victor de Stuers en anderen bleven hier en daar delen van de eerste en tweede stadsomsluiting gespaard, voornamelijk aan de zuidzijde van de stad.
Het lunet Le Roy werd al in 1868 gesloopt, het Bastion D tussen 1868 en 1873. Van het Bastion Destombe werd omstreeks 1870 de linkerface voor een deel afgebroken. Van de rechterface werden in 1926 en 1955 delen gesloopt. De dieperliggende delen werden echter onaangeroerd gelaten.

## Cultuurhistorisch erfgoed
Van het Schonenvaardersbolwerk, het Biesenbastion, de Boschpoort, de noordelijke stadsmuur en de buitenwerken in deze omgeving zijn slechts fragmenten bewaard gebleven. Restanten van het 16e-eeuwse bolwerk werden in 1955 aangetroffen bij graafwerkzaamheden voor een loskade, maar deze zijn, na opmeting, weer bedekt met aarde. Een deel van de courtinemuur van het Biesenbastion is bewaard gebleven in de kademuur ten noordoosten van Sluis 20, tussen het Bassin en de Maas. De bakstenen muur met enkele schietgaten dateert waarschijnlijk uit 1826, toen het bastion in verband met de aanleg van het Bassin en de sluis werd aangepast. Andere restanten bevinden zich onder de betonnen Maaskade aan de Biesenweg, ter hoogte van de Fransensingel. Van het bastion is tevens de naamsteen 'Destombe' uit 1855 bewaard gebleven. Op deze locatie staat thans de Sappi-papierfabriek, waarvan enkele gebouwen inmiddels tot de 'jonge monumenten' gerekend worden. Van de militaire gebouwen in de omgeving is alleen de vroeg-19e-eeuwse affuitenloods op het terrein van de papierfabriek overgebleven. De loods werd eind 19e eeuw verbouwd tot een complex van arbeidershuisjes en doet thans dienst als bedrijfsgebouw. Vlakbij zijn in een muur nog sporen te zien van de hellingbaan waarover de kanonnen naar de wal achter muur werden getrokken.
Op het Biesenbastion bevond zich van 1845 tot 1925 het grafmonument van de laatste opperbevelhebber van de vesting Maastricht, Andries Jan Jacob des Tombe. Vanwege de uitbreiding van de papierfabriek werd het monument in 1925 verplaatst naar het Waldeckpark.

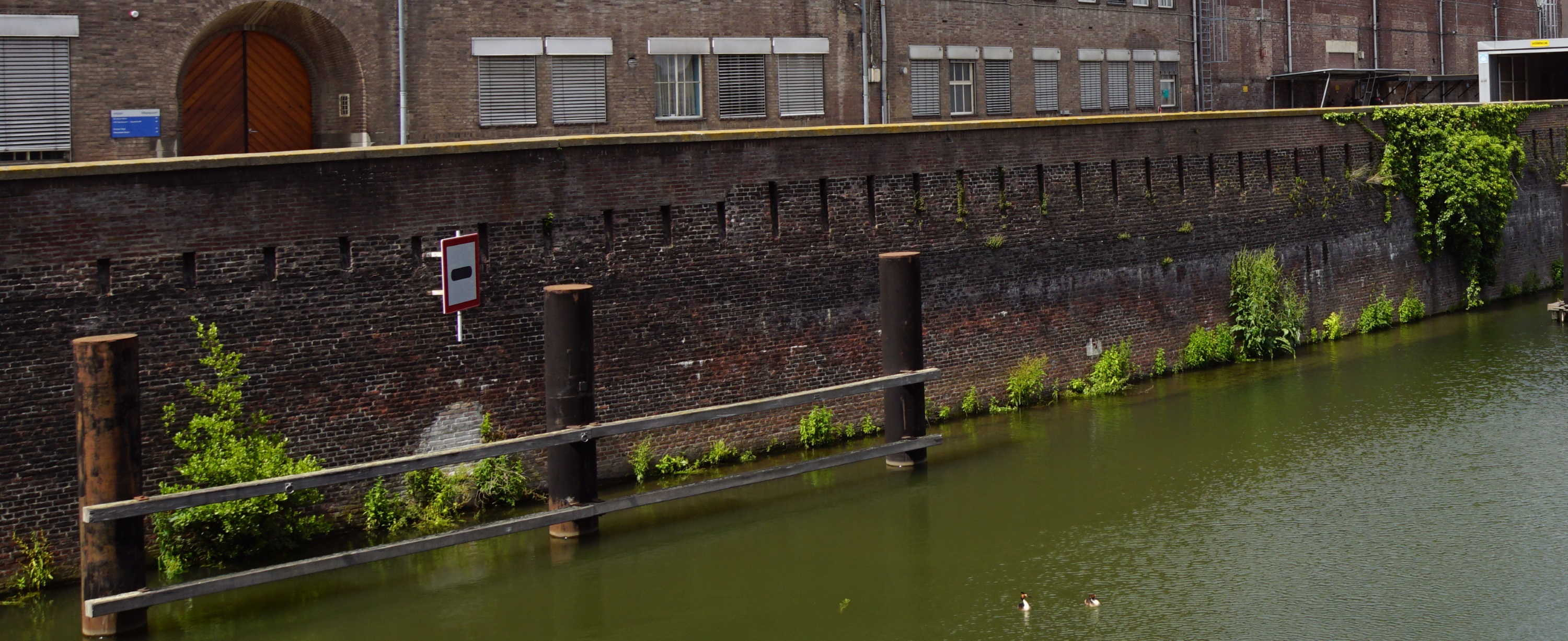
Kademuur met restant courtinemuur Biesenbastion
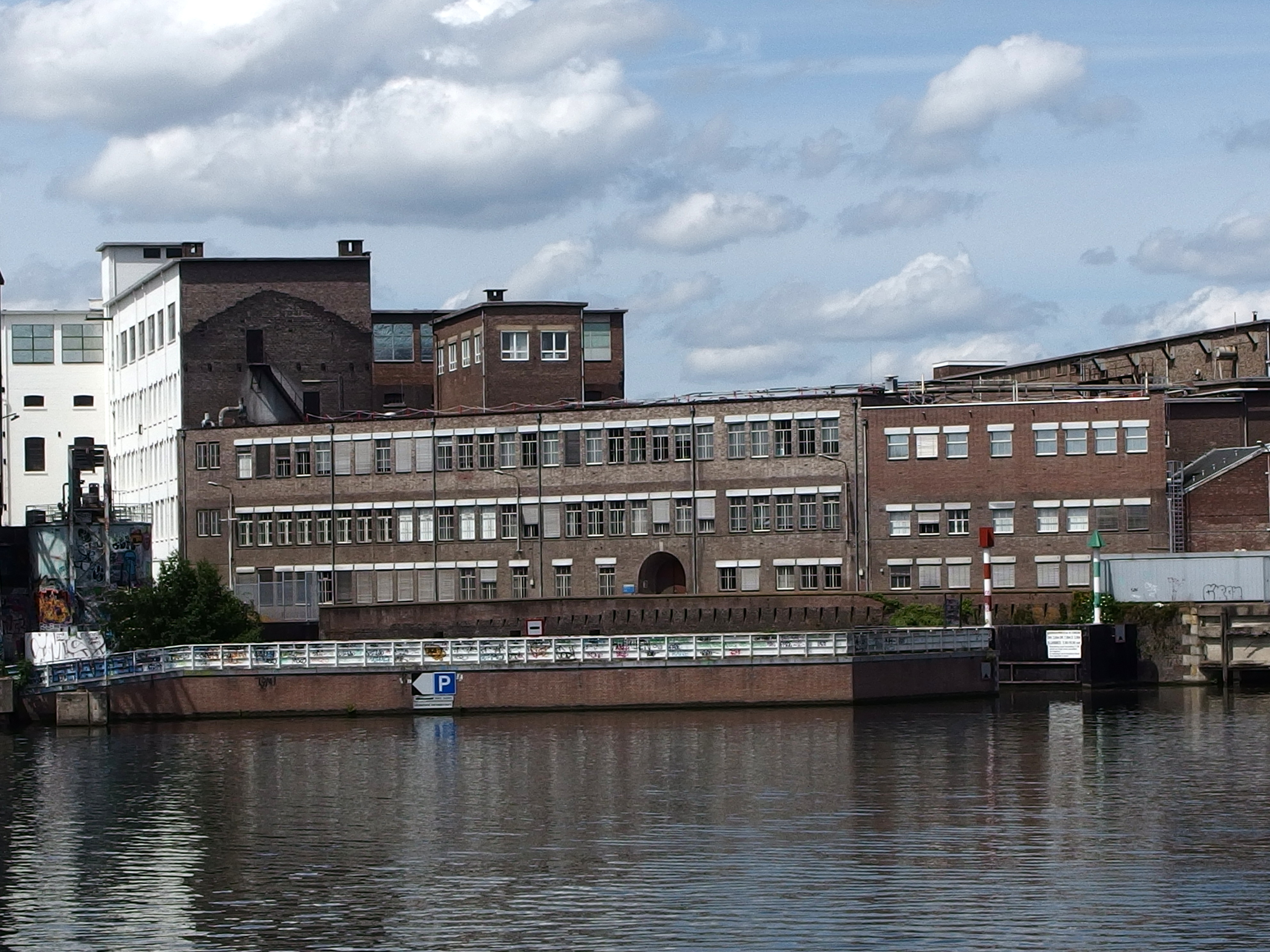
De papierfabriek ter plaatse van het Biesenbastion
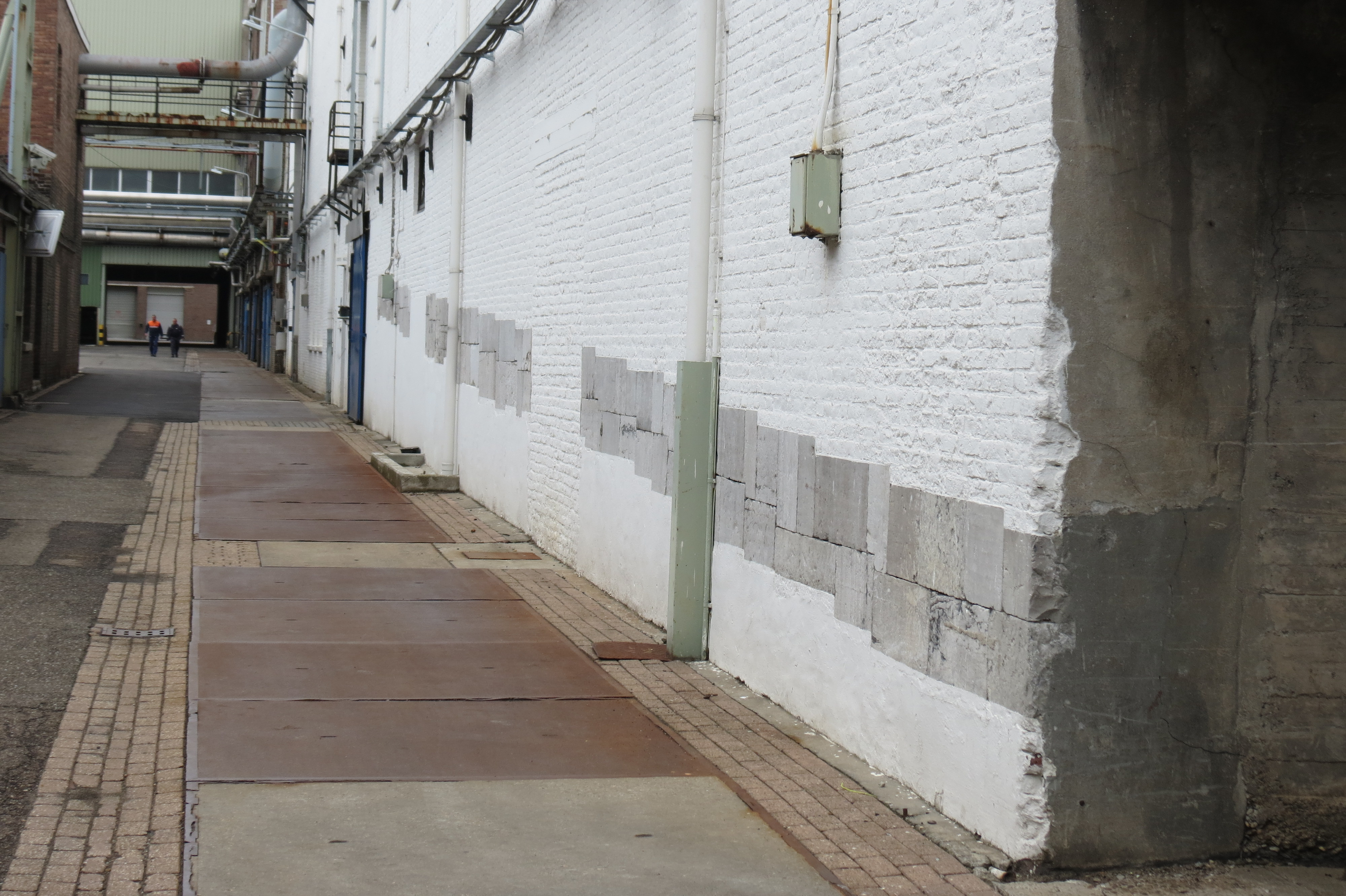
Markering hellingbaan bij affuitenloods
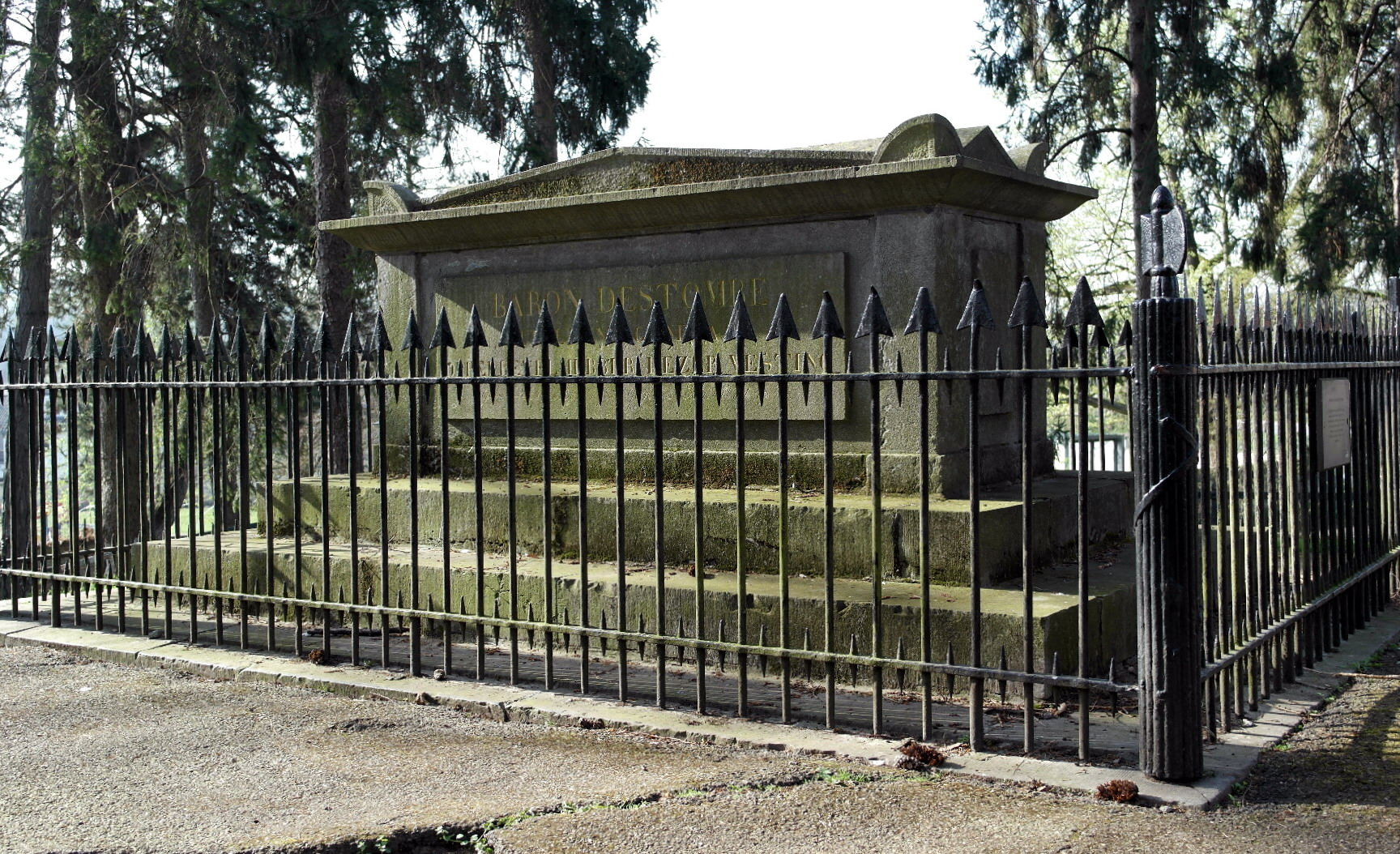
Grafmonument Des Tombe in het Waldeckpark